# Fumio Kišida
Fumio Kišida (japonsky 岸田 文雄, Kišida Fumio, * 29. července 1957, Tokio) je japonský politik, který byl japonským premiérem v letech 2021–2024. V období 2012–2017 zastával funkci ministra zahraničních věcí.
Narodil se v tokijské čtvrti Šibuja. Jeho otec i dědeček byli členy dolní komory parlamentu. Vzdálený příbuzný je i Kiiči Mijazawa, japonský premiér v letech 1991–1993. Do základní školy chodil v newyorské čtvrti Queens, kde pracoval jeho otec. V roce 1982 dokončil studium na tokijské univerzitě Waseda, kde se přátelil s budoucím ministrem obrany Takešim Iwajou. V letech 1982–1987 pracoval jako bankéř v Long-Term Credit Bank of Japan a v roce 1993 byl zvolen poslancem dolní komory parlamentu za jeden z obvodů Hirošimy. Od roku 2007 postupně zastával tři ministerská křesla. V září 2021 zvítězil ve volbách předsedy vládnoucí Liberálně demokratické strany a 4. října, několik týdnů před řádnými parlamentními volbami, byl zvolen japonským premiérem. V lednu 2017 navštívil Českou republiku. 15. dubna 2023 v 11:25 japonského času (4:25 SELČ) byl na premiéra Kišidu spáchán atentát, z něhož vyvázl bez zranění.
Je kritikem předchozích premiérů Jošihideho Sugy a Šinzóa Abeho. Předchozí premiér Jošihide Suga po roce ve funkci oznámil, že nebude usilovat o další mandát. Ten čelil kritice kvůli přístupu během pandemie covidu-19, organizaci olympijských her a korupčním skandálům stranických funkcionářů. Jeho popularita klesla ze 70 % na 30 %.
V srpnu 2024 uvedl, že na premiérskou funkci v září téhož roku rezignuje. Jeho nástupcem se stal Šigeru Išiba.